# College of Saint Benedict
La College of Saint Benedict (CSB) è un'università privata di indirizzo cattolico con sede a Saint Joseph, nello stato americano del Minnesota.
Il college fu fondato nel 1913, ma le sue origini si ricollegano con quelle della Saint Benedict's Academy, fondata nel 1889 dalle suore benedettine. Mantiene un forte legame con la vicina Saint John's University di Collegeville.
| Controllo di autorità | VIAF (EN) 142301206 · ISNI (EN) 0000 0000 9637 4314 · LCCN (EN) n88611376 · J9U (EN, HE) 987007456856805171 |